# Escrita nabateia

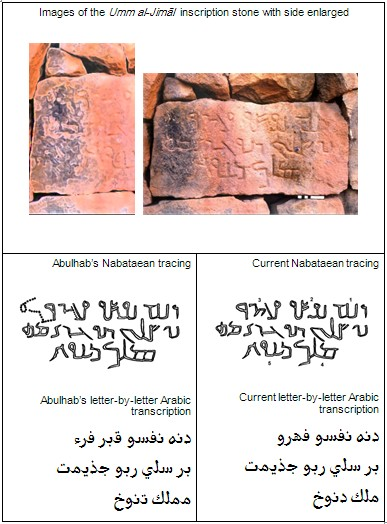
Exemplo de escrita Nabateia

A Escrita Nabateia é um abjad que foi usado pelos Nabateus no século II a.C. Signifocativas inscrições se encontram em Petra (Jordânia) e na península do Sinai (Egito.

## História
O alfabeto Nabateu descende do Siríaco, o qual descende o Aramaico. Por sua vez, uma forma cursiva de Nabateu se desenvolveu para a escrita Árabe do século IV. Por isso as letras de Nabateias são intermediárias entre as escritas semíticas mais setentrionais (como Aramaica e a Hebraica) e aquela Árabe.

## Comparação outras escritas
Em comparação com outras escritas derivadas do Aramaico, a Nabateia desenvolveu mais laços e ligaduras tipográficas, possivelmente para permitir mais velocidade na escrita. Essas ligaduras parecem não ter sido padronizadas e variaram ao longo do tempo e do espaço. Não havia espaços entre as palavras. Os números dessa escrita foram construídos a partir de caracteres de 1, 2, 3, 4, 5, 10, 20 e 100.
| Nabateano | Nome       | Árabe           | Siríaco | Hebraico |
| --------- | ---------- | --------------- | ------- | -------- |
|           | Alef       | ا               | ܐ       | א        |
|           | Beth/Beh   | ب               | ܒ       | ב        |
|           | Gamal/Giim | ج               | ܓ       | ג        |
|           | Dalath/Dal | ﺩ               | ܕ       | ד        |
|           | Heh        | ه               | ܗ       | ה        |
|           | Waw        | ﻭ               | ܘ       | ו        |
|           | Zain       | ﺯ               | ܙ       | ז        |
|           | Ha/Heth    | ح               | ܚ       | ח        |
|           | Teth       | ﻁ               | ܛ}}     | ט}}      |
|           | Yodh/Ya    | ي               | ܝ}}     | י        |
|           | Kaph       | ك               | ܟ}}     | כ} / ך   |
|           | Lamadh/Lam | ل               | ܠ       | ל        |
|           | Meem       | م               | ܡ       | מ}/ ם    |
|           | Noon       | ن               | ܢ}      | נ}}/ ן   |
|           | Simkath    | (not in Arabic) | ܣ       | ס        |
|           | 'E/Ain     | ع               | ܥ       | ע        |
|           | Peh/Feh    | ف               | ܦ       | פ}} / ף  |
|           | Sad'e/Saad | ص               | ܨ       | צ}} / ץ  |
|           | Qoph       | ﻕ               | ܩ       | ק        |
|           | Resh/Raa   | ﺭ               | ܪ       | ר        |
|           | Seen       | س               | ܫ       | ש        |
|           | Taw/Tah    | ﺕ               | ܬ       | ת        |

- Notar que as escritas Siríaca e Aramaica são por vezes cursivas e que certas letras diferem nas posições média e final.
- Ver o alfabeto aramaico para uma comparação mais detalhada entre as formas das letras.